# Andriej Trofimuk
Andriej Aleksiejewicz Trofimuk (ros. Андрей Алексеевич Трофимук, biał. Андрэй Аляксеевіч Трафімук, ur. 3 sierpnia?/16 sierpnia 1911 w Chwedkowiczach, w powiecie kobryńskim, w guberni grodzieńskiej, zm. 24 marca 1999 w Nowosybirsku) – radziecki geolog i mineralog, Bohater Pracy Socjalistycznej (1944).

## Życiorys
W 1933 ukończył Kazański Uniwersytet Państwowy, po czym pracował w biurze geologicznym trustu Ludowego Komisariatu Przemysłu Ciężkiego ZSRR. W 1934 został starszym geologiem, a w 1937 kierownikiem naukowym laboratorium w Ufie, w 1938 obronił pracę kandydacką. W latach 1940–1942 był głównym geologiem trustu „Iszymbajnieft”, 1942–1950 głównym geologiem trustu „Basznieft”, a 1950–1953 głównym geologiem Gławniefterazwiedki Ministerstwa Przemysłu Naftowego ZSRR, następnie zastępcą dyrektora i 1955–1957 dyrektorem Wszechzwiązkowego Naftowo-Gazowego Instytutu Naukowo-Badawczego w Moskwie. Prowadził badania geologiczne, kierował wierceniami poszukiwawczymi, przyczyniając się m.in. do odkrycia dewońskich złóż ropy naftowej, a w latach 1953–1954 kierował wyprawą naukową do Chin. W 1957 został organizatorem i dyrektorem Instytutu Geologii i Geofizyki Syberyjskiego Oddziału Akademii Nauk ZSRR, którym kierował do 1988. W latach 1962–1973 był profesorem i kierownikiem katedry Wydziału Geologiczno-Geofizycznego Nowosybirskiego Uniwersytetu Państwowego, 1988–1999 doradcą Prezydium Akademii Nauk ZSRR/Rosyjskiej Akademii Nauk i honorowym dyrektorem Instytutu Geologii i Geofizyki Syberyjskiego Oddziału Akademii Nauk ZSRR/Zjednoczonego Instytutu Geologii, Geofizyki i Mineralogii Syberyjskiego Oddziału Rosyjskiej Akademii Nauk. Doprowadził do odkrycia wielu złóż gazu i ropy na Syberii. W 1953 został członkiem korespondentem, a w 1958 członkiem rzeczywistym Akademii Nauk ZSRR, w latach 1958–1961 był zastępcą, a 1961–1988 I zastępcą przewodniczącego Syberyjskiego Oddziału Akademii Nauk ZSRR. W 1949 otrzymał tytuł doktora, a w 1969 profesora. Opublikował prawie 500 prac naukowych.

## Odznaczenia i nagrody
- Medal Sierp i Młot Bohatera Pracy Socjalistycznej (24 stycznia 1944[1])
- Order Lenina (sześciokrotnie – 24 stycznia 1944, 8 maja 1948, 29 kwietnia 1967, 17 września 1975, 14 sierpnia 1981 i 20 sierpnia 1986)
- Order „Za zasługi dla Ojczyzny” IV klasy (23 lutego 1998; nie przyjął odznaczenia)
- Order Rewolucji Październikowej (12 sierpnia 1971)
- Order Czerwonego Sztandaru Pracy (dwukrotnie – 19 marca 1959 i 16 sierpnia 1961)
- Nagroda Stalinowska (dwukrotnie – 1946 i 1950)
- Nagroda Państwowa Federacji Rosyjskiej (1994)